# Les Trois Grâces (Cranach, Paris)
Pour les articles homonymes, voir Les Trois Grâces.
Les Trois Grâces est un tableau peint par Lucas Cranach l'Ancien en 1531. Il s'agit d'un tableau de petit format (24 cm × 37 cm) qui n'avait jamais été exposé au public avant 2011.
Le traitement du thème classique des Trois Grâces par Lucas Cranach est original dans la mesure où une certaine ironie semble se mêler à la sensualité attendue du sujet.
Resté jusqu'à ce jour aux mains de collectionneurs privés, le musée du Louvre s'en est porté acquéreur le 17 décembre 2010 à la suite d'une campagne d'appel aux dons. Le tableau est désormais exposé au musée.

## Thème
Le seul autre tableau de la main de l'artiste illustrant le même thème se trouve au musée d'art Nelson-Atkins, à Kansas City, aux États-Unis.

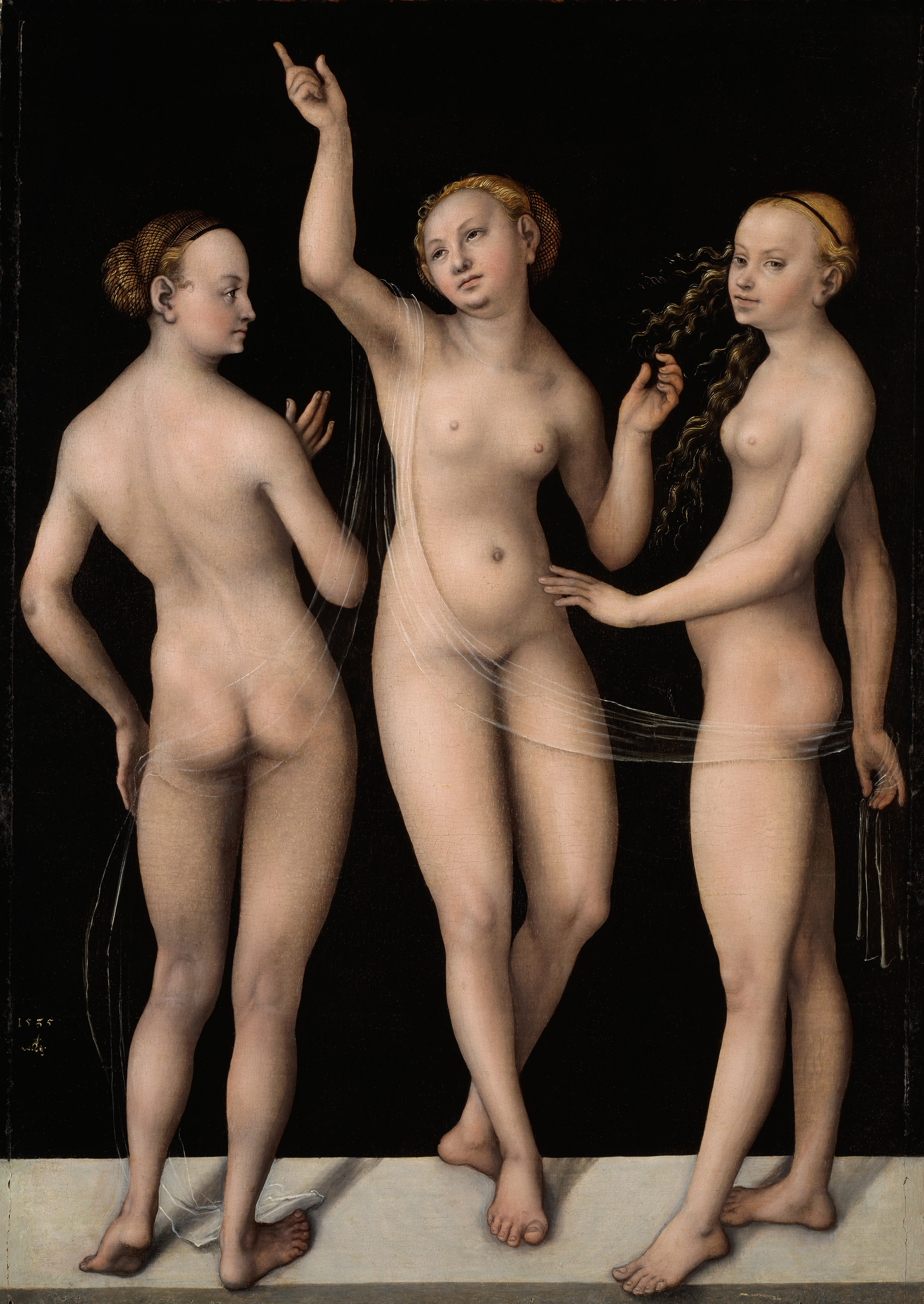
Les Trois Grâces, 1535 – Musée d'art Nelson-Atkins, Kansas City.

## Acquisition par le Louvre
Ce tableau a été classé « trésor national » par la Commission consultative des trésors nationaux, c'est-à-dire qu'il a fait l'objet d'une interdiction provisoire de sortie du territoire français. Le musée du Louvre a cherché à acquérir cette œuvre en lançant un appel aux dons afin de récolter la somme de quatre millions d'euros demandée par les propriétaires avant la fin du mois de janvier 2011. La participation publique nécessaire s'élevait à un million d’euros, le reste de la somme ayant été mobilisé par les ressources du musée et le mécénat de deux entreprises françaises. La campagne, lancée le 13 novembre 2010 sur le thème de « Tous mécènes », a rencontré un vif succès puisque dès le 17 décembre 2010 l'intégralité de l'argent a pu être récolté, grâce à la participation de quelque sept mille donateurs.